# Interlands Koeweits voetbalelftal 2010-2019
Deze pagina toont een chronologisch en gedetailleerd overzicht van de interlands die het Koeweits voetbalelftal speelde in de periode 2010 – 2019.

## Interlands

### 2010
|                                                         |                                    |       |                                     |                                                                                           |
| 6 januari Kwalificatie Azië Cup 2011 «onderlinge duels» | Koeweit                            | 2 – 2 | Australië                           | Al Kuwaitstadion, Koeweit-Stad Toeschouwers: 20.000 Scheidsrechter: Ravshan Irmatov (UZB) |
| 6 januari Kwalificatie Azië Cup 2011 «onderlinge duels» | Hamad Al-Enezi 40' Musaed Neda 44' |       | 3' Luke Wilkshire 5' Dean Heffernan | Al Kuwaitstadion, Koeweit-Stad Toeschouwers: 20.000 Scheidsrechter: Ravshan Irmatov (UZB) |

|                                                  |                |       |                           |                               |
| 19 februari Vriendschappelijk «onderlinge duels» | Koeweit        | 1 – 1 | Syrië                     | Sjeik Zayidstadion, Abu-Dhabi |
| 19 februari Vriendschappelijk «onderlinge duels» | Ahmad Ajab 88' |       | 81' Abdelrazaq Al-Hussain | Sjeik Zayidstadion, Abu-Dhabi |

|                                                  |         |       |         |                               |
| 25 februari Vriendschappelijk «onderlinge duels» | Bahrein | 1 – 4 | Koeweit | Sjeik Zayidstadion, Abu-Dhabi |
| 25 februari Vriendschappelijk «onderlinge duels» |         |       |         | Sjeik Zayidstadion, Abu-Dhabi |

|                                                       |      |       |         |                                                                                       |
| 3 maart Kwalificatie Azië Cup 2011 «onderlinge duels» | Oman | 0 – 0 | Koeweit | Sultan Qaboosstadion, Masqat Toeschouwers: 27.000 Scheidsrechter: Masoud Moradi (IRN) |
| 3 maart Kwalificatie Azië Cup 2011 «onderlinge duels» |      |       |         | Sultan Qaboosstadion, Masqat Toeschouwers: 27.000 Scheidsrechter: Masoud Moradi (IRN) |

|                                                  |                    |       |                     |                                                                      |
| 11 augustus Vriendschappelijk «onderlinge duels» | Azerbeidzjan       | 1 – 1 | Koeweit             | Tofikh Bakhramovstadion, Bakoe Scheidsrechter: Sergej Karasjov (RUS) |
| 11 augustus Vriendschappelijk «onderlinge duels» | Elvin Mammadov 42' |       | 81' Bader Al-Muttwa | Tofikh Bakhramovstadion, Bakoe Scheidsrechter: Sergej Karasjov (RUS) |

|                                                  |                                                              |       |       |                                |
| 3 september Vriendschappelijk «onderlinge duels» | Koeweit                                                      | 3 – 0 | Syrië | Al Kuwaitstadion, Koeweit-Stad |
| 3 september Vriendschappelijk «onderlinge duels» | Khaled Matar 8' Bader Al-Muttwa 84' Yousef Al-Sulaiman 90+1' |       |       | Al Kuwaitstadion, Koeweit-Stad |

|                                                  |                                                            |       |         |                                                                       |
| 7 september Vriendschappelijk «onderlinge duels» | Verenigde Arabische Emiraten                               | 3 – 0 | Koeweit | Sjeik Zayidstadion, Abu-Dhabi Scheidsrechter: Valentin Kovalenko (UZB |
| 7 september Vriendschappelijk «onderlinge duels» | Ahmed Khalil 22' Khalid Sabeel 50' Saeed Al-Kuthairi 90+1' |       |         | Sjeik Zayidstadion, Abu-Dhabi Scheidsrechter: Valentin Kovalenko (UZB |

| West-Azië Cup 2010 |
| ------------------ |

|                                                            |                      |       |                                             |                                                   |
| 26 september West-Azië Cup 2010 Groep B «onderlinge duels» | Syrië                | 1 – 2 | Koeweit                                     | Koning Abdullahstadion, Amman Toeschouwers: 5.000 |
| 26 september West-Azië Cup 2010 Groep B «onderlinge duels» | Ahmad Al-Oimaier 83' |       | 53' Mohammed Rashed 71' Hussain Al-Moussawi | Koning Abdullahstadion, Amman Toeschouwers: 5.000 |

|                                                            |                                      |       |                                                 |                                                    |
| 28 september West-Azië Cup 2010 Groep B «onderlinge duels» | Koeweit                              | 2 – 2 | Jordanië                                        | Koning Abdullahstadion, Amman Toeschouwers: 18.000 |
| 28 september West-Azië Cup 2010 Groep B «onderlinge duels» | Yousef Naser 60' Saoud Al-Magmed 78' |       | 38' Hassan Abdel-Fattah 51' Hassan Abdel-Fattah | Koning Abdullahstadion, Amman Toeschouwers: 18.000 |

|                                                              |                      |                    |                 |                                                   |
| 1 oktober West-Azië Cup 2010 Halve finale «onderlinge duels» | Koeweit              | 1 – 1 (4 – 3 n.s.) | Jemen           | Koning Abdullahstadion, Amman Toeschouwers: 3.000 |
| 1 oktober West-Azië Cup 2010 Halve finale «onderlinge duels» | Ahmed Al-Rashidi 73' |                    | 55' Ali Al-Nono | Koning Abdullahstadion, Amman Toeschouwers: 3.000 |

|                                                        |                        |       |                                             |                                                                                        |
| 3 oktober West-Azië Cup 2010 Finale «onderlinge duels» | Iran                   | 1 – 2 | Koeweit                                     | Koning Abdullahstadion, Amman Toeschouwers: 4.000 Scheidsrechter: Nasser Darwish (JOR) |
| 3 oktober West-Azië Cup 2010 Finale «onderlinge duels» | Milad Meydavoudi 90+5' |       | 10' Abdul-Aziz Al-Mashaan 40' Yousef Nasser | Koning Abdullahstadion, Amman Toeschouwers: 4.000 Scheidsrechter: Nasser Darwish (JOR) |

|  |  |  |  |  |  |  |  |  |

|                                                |                |       |                                                |                                |
| 8 oktober Vriendschappelijk «onderlinge duels» | Koeweit        | 1 – 3 | Bahrein                                        | Al Kuwaitstadion, Koeweit-Stad |
| 8 oktober Vriendschappelijk «onderlinge duels» | Ahmad Ajab 66' |       | 9' Ismaeel Latif 47' Fouzi Ayesh 51' Salma Isa | Al Kuwaitstadion, Koeweit-Stad |

|                                                 |                                                     |       |                        |                                |
| 12 oktober Vriendschappelijk «onderlinge duels» | Koeweit                                             | 3 – 1 | Vietnam                | Al Kuwaitstadion, Koeweit-Stad |
| 12 oktober Vriendschappelijk «onderlinge duels» | Khaled Ajab 68' Yousef Nasser 79' Yousef Nasser 89' |       | 56' Nguyễn Minh Phương | Al Kuwaitstadion, Koeweit-Stad |

|                                                  | |       |                   |                               |
| 14 november Vriendschappelijk «onderlinge duels» | Koeweit | 9 – 1 | India             | Sjeik Zayidstadion, Abu-Dhabi |
| 14 november Vriendschappelijk «onderlinge duels» | Yousef Al-Sulaiman 19' Bader Al-Muttwa 23' Jarah Al-Ataiqi 27' (pen.) Fahad Al-Enezi 49' Bader Al-Muttwa 53' Khaled Matar 55' Bader Al-Muttwa 64' Fahad Al-Enezi 74' Bader Al-Muttwa 90' |       | 69' Mohammed Rafi | Sjeik Zayidstadion, Abu-Dhabi |

|                                                  |      |       |         |                               |
| 17 november Vriendschappelijk «onderlinge duels» | Irak | 1 – 1 | Koeweit | Sjeik Zayidstadion, Abu-Dhabi |
| 17 november Vriendschappelijk «onderlinge duels» |      |       |         | Sjeik Zayidstadion, Abu-Dhabi |

| Golf Cup of Nations 2010 |
| ------------------------ |

|                                                            |                   |       |       |                                                               |
| 22 november Golf Cup of Nations Groep A «onderlinge duels» | Koeweit           | 1 – 0 | Qatar | 22 meistadion, Aden Scheidsrechter: Abdullah Al-Hurassi (OMA) |
| 22 november Golf Cup of Nations Groep A «onderlinge duels» | Yousef Nasser 28' |       |       | 22 meistadion, Aden Scheidsrechter: Abdullah Al-Hurassi (OMA) |

|                                                            |               |       |         |                                                             |
| 25 november Golf Cup of Nations Groep A «onderlinge duels» | Saoedi-Arabië | 0 – 0 | Koeweit | Al-Wihdastadion, Zinjibar Scheidsrechter: Kenji Ogiya (JPN) |
| 25 november Golf Cup of Nations Groep A «onderlinge duels» |               |       |         | Al-Wihdastadion, Zinjibar Scheidsrechter: Kenji Ogiya (JPN) |

|                                                            |       |                                                                    |         |                                                                          |
| 28 november Golf Cup of Nations Groep A «onderlinge duels» | Jemen | 0 – 3                                                              | Koeweit | Al-Wihdastadion, Zinjibar Scheidsrechter: Salah Mohammed Al-Abassi (BHR) |
| 28 november Golf Cup of Nations Groep A «onderlinge duels» |       | 18' (pen.) Jarah Al-Ataiqi 34' Bader Al-Muttwa 69' Bader Al-Muttwa |         | Al-Wihdastadion, Zinjibar Scheidsrechter: Salah Mohammed Al-Abassi (BHR) |

|                                                                |                                       |                    |                                              |                                                                |
| 2 december Golf Cup of Nations Halve finale «onderlinge duels» | Koeweit                               | 2 – 2 (5 – 4 n.s.) | Irak                                         | 22 meistadion, Aden Scheidsrechter: Hamdy Raaban Shaaban (EGY) |
| 2 december Golf Cup of Nations Halve finale «onderlinge duels» | Bader Al-Muttwa 1' Fahad Al-Enezi 58' |                    | 6' Hawar Mulla Mohammed 14' Alaa Abdul-Zahra | 22 meistadion, Aden Scheidsrechter: Hamdy Raaban Shaaban (EGY) |

|                                                          |                |              |               |                                                                                    |
| 5 december Golf Cup of Nations Finale «onderlinge duels» | Koeweit        | 1 – 0 (n.v.) | Saoedi-Arabië | 22 meistadion, Aden Toeschouwers: 30.000 Scheidsrechter: Abdullah Al-Hurassi (OMA) |
| 5 december Golf Cup of Nations Finale «onderlinge duels» | Waleed Ali 93' |              |               | 22 meistadion, Aden Toeschouwers: 30.000 Scheidsrechter: Abdullah Al-Hurassi (OMA) |

|  |  |  |  |  |  |  |  |  |

|                                                  |         |       |             |             |
| 24 december Vriendschappelijk «onderlinge duels» | Koeweit | 2 – 1 | Noord-Korea | Zes Oktober |
| 24 december Vriendschappelijk «onderlinge duels» |         |       |             | Zes Oktober |

|                                                  |                                  |       |             |             |
| 27 december Vriendschappelijk «onderlinge duels» | Koeweit                          | 2 – 2 | Noord-Korea | Zes Oktober |
| 27 december Vriendschappelijk «onderlinge duels» | Talal Al-Amer Ahmad Al-Azemi 35' |       |             | Zes Oktober |

|                                                  |                                                                                  |       |        |             |
| 31 december Vriendschappelijk «onderlinge duels» | Koeweit                                                                          | 4 – 0 | Zambia | Zes Oktober |
| 31 december Vriendschappelijk «onderlinge duels» | Yousef Al-Sulaiman 19' Fahad Al-Enezi 21' Bader Al-Muttwa 25' Fahad Al-Enezi 33' |       |        | Zes Oktober |

### 2011
| Azië Cup 2011 |
| ------------- |

|                                                    |         |                                      |       |                                                                                      |
| 8 januari Azië Cup 2011 Groep A «onderlinge duels» | Koeweit | 0 – 2                                | China | Jassim bin Hamadstadion, Doha Toeschouwers: 7.423 Scheidsrechter: Ben Williams (AUS) |
| 8 januari Azië Cup 2011 Groep A «onderlinge duels» |         | 58' Linpeng Zhang 67' Zhuoxiang Deng |       | Jassim bin Hamadstadion, Doha Toeschouwers: 7.423 Scheidsrechter: Ben Williams (AUS) |

|                                                     |                                         |       |                            |                                                                                         |
| 12 januari Azië Cup 2011 Groep A «onderlinge duels» | Oezbekistan                             | 2 – 1 | Koeweit                    | Jassim bin Hamadstadion, Doha Toeschouwers: 3.481 Scheidsrechter: Nawaf Shukralla (BHR) |
| 12 januari Azië Cup 2011 Groep A «onderlinge duels» | Maxim Shatskikh 41' Server Djeperov 65' |       | 49' (pen.) Bader Al-Muttwa | Jassim bin Hamadstadion, Doha Toeschouwers: 3.481 Scheidsrechter: Nawaf Shukralla (BHR) |

|                                                     |                                                         |       |         |                                                                                       |
| 16 januari Azië Cup 2011 Groep A «onderlinge duels» | Qatar                                                   | 3 – 0 | Koeweit | Jassim bin Hamadstadion, Doha Toeschouwers: 28.339 Scheidsrechter: Abdul Bashir (SIN) |
| 16 januari Azië Cup 2011 Groep A «onderlinge duels» | Bilal Mohammed 11' Mohamed Al-Sayed 16' Fábio César 86' |       |         | Jassim bin Hamadstadion, Doha Toeschouwers: 28.339 Scheidsrechter: Abdul Bashir (SIN) |

|  |  |  |  |  |  |  |  |  |

|                                                  |         |       |         |                           |
| 14 februari Vriendschappelijk «onderlinge duels» | Bahrein | 0 – 0 | Koeweit | Nationaal stadion, Manama |
| 14 februari Vriendschappelijk «onderlinge duels» |         |       |         | Nationaal stadion, Manama |

|                                               |                        |       |                    |                                     |
| 26 maart Vriendschappelijk «onderlinge duels» | Jordanië               | 1 – 1 | Koeweit            | Khalid bin Mohammedstadion, Sharjah |
| 26 maart Vriendschappelijk «onderlinge duels» | Abdel Fatah 23' (pen.) |       | 38' Hamad Al-Enezi | Khalid bin Mohammedstadion, Sharjah |

|                                               |         |       |      |                                     |
| 29 maart Vriendschappelijk «onderlinge duels» | Koeweit | 1 – 0 | Irak | Khalid bin Mohammedstadion, Sharjah |
| 29 maart Vriendschappelijk «onderlinge duels» |         |       |      | Khalid bin Mohammedstadion, Sharjah |

|                                             | |       |         |                                                                                       |
| 2 juli Vriendschappelijk «onderlinge duels» | Koeweit | 6 – 0 | Libanon | Camille Chamounstadion, Beiroet Toeschouwers: 0 Scheidsrechter: Andre El-Haddad (LIB) |
| 2 juli Vriendschappelijk «onderlinge duels» | Musaed Neda 24' Musaed Neda 34' Yousef Al-Sulaiman 54' Waleed Jumaa 62' Yousef Al-Sulaiman 68' Waleed Jumaa 78' |       |         | Camille Chamounstadion, Beiroet Toeschouwers: 0 Scheidsrechter: Andre El-Haddad (LIB) |

|                                             |         |       |      |                                 |
| 6 juli Vriendschappelijk «onderlinge duels» | Koeweit | 1 – 1 | Oman | Camille Chamounstadion, Beiroet |
| 6 juli Vriendschappelijk «onderlinge duels» |         |       |      | Camille Chamounstadion, Beiroet |

|                                              |      |       |         |                               |
| 13 juli Vriendschappelijk «onderlinge duels» | Irak | 0 – 2 | Koeweit | Koning Abdullahstadion, Amman |
| 13 juli Vriendschappelijk «onderlinge duels» |      |       |         | Koning Abdullahstadion, Amman |

|                                              |               |       |         |                               |
| 16 juli Vriendschappelijk «onderlinge duels» | Saoedi-Arabië | 0 – 1 | Koeweit | Koning Abdullahstadion, Amman |
| 16 juli Vriendschappelijk «onderlinge duels» |               |       |         | Koning Abdullahstadion, Amman |

|                                                              |                                                            |       |            | |
| 16 juli Kwalificatie WK 2014 Tweede ronde «onderlinge duels» | Koeweit                                                    | 3 – 0 | Filipijnen | Mohammed Al-Hamadstadion, Koeweit-Stad Toeschouwers: 20.000 Scheidsrechter: Mohammad Abu Loum (JOR) |
| 16 juli Kwalificatie WK 2014 Tweede ronde «onderlinge duels» | Yousef Al-Sulaiman 16' Musaed Neda 68' Fahad Al-Ansari 84' |       |            | Mohammed Al-Hamadstadion, Koeweit-Stad Toeschouwers: 20.000 Scheidsrechter: Mohammad Abu Loum (JOR) |

|                                                              |                       |       |                                       |                                                                               |
| 28 juli Kwalificatie WK 2014 Tweede ronde «onderlinge duels» | Filipijnen            | 1 – 2 | Koeweit                               | Rizalstadion, Manilla Toeschouwers: 13.800 Scheidsrechter: Liu Kwok Man (HKG) |
| 28 juli Kwalificatie WK 2014 Tweede ronde «onderlinge duels» | Stephan Schröck 45+2' |       | 63' Yousef Al-Sulaiman 85' Waleed Ali | Rizalstadion, Manilla Toeschouwers: 13.800 Scheidsrechter: Liu Kwok Man (HKG) |

|                                                  |         |       |             |                                |
| 10 augustus Vriendschappelijk «onderlinge duels» | Koeweit | 0 – 0 | Noord-Korea | Al Kuwaitstadion, Koeweit-Stad |
| 10 augustus Vriendschappelijk «onderlinge duels» |         |       |             | Al Kuwaitstadion, Koeweit-Stad |

|                                                  |      |       |         |                              |
| 27 augustus Vriendschappelijk «onderlinge duels» | Oman | 1 – 0 | Koeweit | Sultan Qaboosstadion, Masqat |
| 27 augustus Vriendschappelijk «onderlinge duels» |      |       |         | Sultan Qaboosstadion, Masqat |

|                                                             |                                        |       |                                                                  |                                                                                      |
| 2 september Kwalificatie WK 2014 Groep B «onderlinge duels» | Verenigde Arabische Emiraten           | 2 – 3 | Koeweit                                                          | Sjeik Zayidstadion, Abu-Dhabi Toeschouwers: 8.715 Scheidsrechter: Muhsen Basma (SYR) |
| 2 september Kwalificatie WK 2014 Groep B «onderlinge duels» | Ismail Al-Hammadi 84' Ahmad Khalil 89' |       | 7' Yousef Al-Sulaiman 51' Bader Al-Muttwa 65' Yousef Al-Sulaiman | Sjeik Zayidstadion, Abu-Dhabi Toeschouwers: 8.715 Scheidsrechter: Muhsen Basma (SYR) |

|                                                             |                   |       |                   |                                                                                             |
| 6 september Kwalificatie WK 2014 Groep B «onderlinge duels» | Koeweit           | 1 – 1 | Zuid-Korea        | Al-Sadaqua Walsalamstadion, Koeweit Toeschouwers: 20.000 Scheidsrechter: Mohsen Torky (IRN) |
| 6 september Kwalificatie WK 2014 Groep B «onderlinge duels» | Hussain Fadel 54' |       | 9' Park Chu-Young | Al-Sadaqua Walsalamstadion, Koeweit Toeschouwers: 20.000 Scheidsrechter: Mohsen Torky (IRN) |

|                                                            |                                              |       |                                                  |                                                                                         |
| 11 oktober Kwalificatie WK 2014 Groep B «onderlinge duels» | Libanon                                      | 2 – 2 | Koeweit                                          | Camille Chamounstadion, Beiroet Toeschouwers: 30.000 Scheidsrechter: Masaaki Toma (JPN) |
| 11 oktober Kwalificatie WK 2014 Groep B «onderlinge duels» | Hassan Maatouk 15' Hassan Maatouk 86' (pen.) |       | 51' Musaed Neda 89' (e.d.) Mahmoud Baquir Younes | Camille Chamounstadion, Beiroet Toeschouwers: 30.000 Scheidsrechter: Masaaki Toma (JPN) |

|                                                 |         |       |         |                                        |
| 4 november Vriendschappelijk «onderlinge duels» | Koeweit | 0 – 1 | Bahrein | Mohammed Al-Hamadstadion, Koeweit-Stad |
| 4 november Vriendschappelijk «onderlinge duels» |         |       |         | Mohammed Al-Hamadstadion, Koeweit-Stad |

|                                                             |         |                    |         | |
| 11 november Kwalificatie WK 2014 Groep B «onderlinge duels» | Koeweit | 0 – 1              | Libanon | Al-Sadaqua Walsalamstadion, Koeweit-Stad Toeschouwers: 20.000 Scheidsrechter: Valentin Kovalenko (UZB) |
| 11 november Kwalificatie WK 2014 Groep B «onderlinge duels» |         | 57' Mahmoud El-Ali |         | Al-Sadaqua Walsalamstadion, Koeweit-Stad Toeschouwers: 20.000 Scheidsrechter: Valentin Kovalenko (UZB) |

| Pan-Arabische Spelen 2011 |
| ------------------------- |

|                                                             |      |                                                 |         |                                                                                              |
| 14 december Pan-Arabische Spelen Groep B «onderlinge duels» | Oman | 0 – 2                                           | Koeweit | Ahmed bin Alistadion, Al-Rayyan Toeschouwers: 10.000 Scheidsrechter: Mohammad Abu Loum (JOR) |
| 14 december Pan-Arabische Spelen Groep B «onderlinge duels» |      | 81' Yousef Al-Sulaiman 90+2' Yousef Al-Sulaiman |         | Ahmed bin Alistadion, Al-Rayyan Toeschouwers: 10.000 Scheidsrechter: Mohammad Abu Loum (JOR) |

|                                                             |               |                                                 |         |                                                                                           |
| 17 december Pan-Arabische Spelen Groep B «onderlinge duels» | Saoedi-Arabië | 0 – 2                                           | Koeweit | Ahmed bin Alistadion, Al-Rayyan Toeschouwers: 10.000 Scheidsrechter: Redouane Jiyed (MAR) |
| 17 december Pan-Arabische Spelen Groep B «onderlinge duels» |               | 45+1' Ali Al-Kandari 85' (pen.) Bader Al-Muttwa |         | Ahmed bin Alistadion, Al-Rayyan Toeschouwers: 10.000 Scheidsrechter: Redouane Jiyed (MAR) |

|                                                                  |         |                                             |          |                                                               |
| 20 december Pan-Arabische Spelen Halve finale «onderlinge duels» | Koeweit | 0 – 2 (n.v.)                                | Jordanië | Al-Gharafastadion, Doha Scheidsrechter: Djamel Haimoudi (ALG) |
| 20 december Pan-Arabische Spelen Halve finale «onderlinge duels» |         | 96' Abdallah Deeb 119' (pen.) Abdallah Deeb |          | Al-Gharafastadion, Doha Scheidsrechter: Djamel Haimoudi (ALG) |

|                                                                  |           |                                                                   |         |                                                                  |
| 22 december Pan-Arabische Spelen Troostfinale «onderlinge duels» | Palestina | 0 – 3 (n.v.)                                                      | Koeweit | Al-Gharafastadion, Doha Scheidsrechter: Mohamed Al-Zaroumi (UAE) |
| 22 december Pan-Arabische Spelen Troostfinale «onderlinge duels» |           | 92' Hussain Al-Moussawi 94' Fahad Al-Rashidi 119' Bader Al-Muttwa |         | Al-Gharafastadion, Doha Scheidsrechter: Mohamed Al-Zaroumi (UAE) |

|  |  |  |  |  |  |  |  |  |

### 2012
|                                                 |                     |       |             |                                                               |
| 17 januari Vriendschappelijk «onderlinge duels» | Koeweit             | 1 – 0 | Oezbekistan | Al-Sadaqua Walsalamstadion, Koeweit-Stad Toeschouwers: 21.500 |
| 17 januari Vriendschappelijk «onderlinge duels» | Bader Al-Muttwa 87' |       |             | Al-Sadaqua Walsalamstadion, Koeweit-Stad Toeschouwers: 21.500 |

|                                                  |             |                  |         |                          |
| 17 februari Vriendschappelijk «onderlinge duels» | Noord-Korea | 1 – 1            | Koeweit | He Longstadion, Changsha |
| 17 februari Vriendschappelijk «onderlinge duels» |             | Fahad Al-Rashidi |         | He Longstadion, Changsha |

|                                                  |                          |       |         |                                               |
| 22 februari Vriendschappelijk «onderlinge duels» | China                    | 2 – 0 | Koeweit | He Longstadion, Changsha Toeschouwers: 55.000 |
| 22 februari Vriendschappelijk «onderlinge duels» | Gao Lin 45' Yu Dabao 78' |       |         | He Longstadion, Changsha Toeschouwers: 55.000 |

|                                                                       |                                   |       |         |                                                                                           |
| 29 februari Kwalificatie WK 2014 Groep B «onderlinge duels» 21:00 uur | Zuid-Korea                        | 2 – 0 | Koeweit | Seoul World Cupstadion, Seoel Toeschouwers: 46.551 Scheidsrechter: Yuichi Nishimura (JPN) |
| 29 februari Kwalificatie WK 2014 Groep B «onderlinge duels» 21:00 uur | Lee Dong-gook 66' Lee Keun-ho 72' |       |         | Seoul World Cupstadion, Seoel Toeschouwers: 46.551 Scheidsrechter: Yuichi Nishimura (JPN) |

|                                             |         |       |         |             |
| 8 juni Vriendschappelijk «onderlinge duels» | Bahrein | 0 – 1 | Koeweit | Zes Oktober |
| 8 juni Vriendschappelijk «onderlinge duels» |         |       |         | Zes Oktober |

| Arab Nations Cup 2012 |
| --------------------- |

|                                                                    |                                                                                           |       |         |                                                           |
| 22 juni Arab Nations Cup 2012 Groep A «onderlinge duels» 19:45 uur | Saoedi-Arabië                                                                             | 4 – 0 | Koeweit | King Fahdstadion, Taif Scheidsrechter: Gehad Grisha (EGY) |
| 22 juni Arab Nations Cup 2012 Groep A «onderlinge duels» 19:45 uur | Mohammad Al-Sahlawi 22' Essa Al-Mehyani 51' Essa Al-Mehyani 56' Mohammad Al-Sahlawi 90+3' |       |         | King Fahdstadion, Taif Scheidsrechter: Gehad Grisha (EGY) |

|                                                                    |                                             |       |           |                                                              |
| 25 juni Arab Nations Cup 2012 Groep A «onderlinge duels» 19:45 uur | Koeweit                                     | 2 – 0 | Palestina | King Fahdstadion, Taif Scheidsrechter: Hamad Al-Sheikh (UAE) |
| 25 juni Arab Nations Cup 2012 Groep A «onderlinge duels» 19:45 uur | Abdulhadi Khamis 27' Ahmad Al-Rashidi 90+2' |       |           | King Fahdstadion, Taif Scheidsrechter: Hamad Al-Sheikh (UAE) |

|  |  |  |  |  |  |  |  |  |

|                                                  |                                                                 |       |         |                                                                                                |
| 7 september Vriendschappelijk «onderlinge duels» | Oezbekistan                                                     | 3 – 0 | Koeweit | Pakhtakor Markaziystadion, Tasjkent Toeschouwers: 30.000 Scheidsrechter: Ravshan Irmatov (UZB) |
| 7 september Vriendschappelijk «onderlinge duels» | Sanjar Tursunov 17' Aleksandr Geynrih 45' Aleksandr Geynrih 49' |       |         | Pakhtakor Markaziystadion, Tasjkent Toeschouwers: 30.000 Scheidsrechter: Ravshan Irmatov (UZB) |

|                                                   |                                                              |       |         |                                                                                        |
| 11 september Vriendschappelijk «onderlinge duels» | Verenigde Arabische Emiraten                                 | 3 – 0 | Koeweit | Al-Rashidstadion, Abu Dhabi Toeschouwers: 18.000 Scheidsrechter: Mohammad Arafah (JOR) |
| 11 september Vriendschappelijk «onderlinge duels» | Saeed Al-Khatiri 35' Habib Abdulla 76' Walid Al-Balooshi 84' |       |         | Al-Rashidstadion, Abu Dhabi Toeschouwers: 18.000 Scheidsrechter: Mohammad Arafah (JOR) |

|                                                 |                        |       |                |                              |
| 11 oktober Vriendschappelijk «onderlinge duels» | Koeweit                | 1 – 1 | Syrië          | Sultan Qaboosstadion, Masqat |
| 11 oktober Vriendschappelijk «onderlinge duels» | Ahmad Abdulghafoor 73' |       | 32' Oday Jafal | Sultan Qaboosstadion, Masqat |

|                                                 |                                               |       |                       |                                                                        |
| 16 oktober Vriendschappelijk «onderlinge duels» | Koeweit                                       | 2 – 1 | Filipijnen            | Al Kuwaitstadion, Koeweit-Stad Scheidsrechter: Yaqoob Abdul Baki (OMA) |
| 16 oktober Vriendschappelijk «onderlinge duels» | Bader Al-Muttwa 36' Talal Al-Enezi 70' (pen.) |       | 60' Phil Younghusband | Al Kuwaitstadion, Koeweit-Stad Scheidsrechter: Yaqoob Abdul Baki (OMA) |

|                                                  |                              |       |                  |                                     |
| 14 november Vriendschappelijk «onderlinge duels» | Koeweit                      | 1 – 1 | Bahrein          | Jaber Al-Ahmadstadion, Koeweit-Stad |
| 14 november Vriendschappelijk «onderlinge duels» | Abdulrahman Bani Al-Shammari |       | Mohamed Al-Mulla | Jaber Al-Ahmadstadion, Koeweit-Stad |

| West-Azië Cup 2012 |
| ------------------ |

|                                                                    |                                          |       |                   | |
| 8 december West-Azië Cup 2012 Groep A «onderlinge duels» 17:25 uur | Koeweit                                  | 2 – 1 | Palestina         | Al-Sadaqua Walsalamstadion, Koeweit-Stad Toeschouwers: 1.500 Scheidsrechter: Ali Sabah Adday (IRQ) |
| 8 december West-Azië Cup 2012 Groep A «onderlinge duels» 17:25 uur | Yousef Al-Sulaiman 2' Bader Al-Muttwa 6' |       | 46' Ashraf Nu'man | Al-Sadaqua Walsalamstadion, Koeweit-Stad Toeschouwers: 1.500 Scheidsrechter: Ali Sabah Adday (IRQ) |

|                                                                     |         |                                 |      | |
| 11 december West-Azië Cup 2012 Groep A «onderlinge duels» 17:25 uur | Koeweit | 0 – 2                           | Oman | Al-Sadaqua Walsalamstadion, Koeweit-Stad Toeschouwers: 1.400 Scheidsrechter: Nasser Al-Ghafari (JOR) |
| 11 december West-Azië Cup 2012 Groep A «onderlinge duels» 17:25 uur |         | 36' Qasim Said 45+2' Qasim Said |      | Al-Sadaqua Walsalamstadion, Koeweit-Stad Toeschouwers: 1.400 Scheidsrechter: Nasser Al-Ghafari (JOR) |

|                                                                     |                                            |       |                             | |
| 14 december West-Azië Cup 2012 Groep A «onderlinge duels» 17:25 uur | Koeweit                                    | 2 – 1 | Libanon                     | Al-Sadaqua Walsalamstadion, Koeweit-Stad Toeschouwers: 4.000 Scheidsrechter: Ali Sabah Adday (IRQ) |
| 14 december West-Azië Cup 2012 Groep A «onderlinge duels» 17:25 uur | Yousef Al-Sulaiman 8' Abdulhadi Khamis 79' |       | 61' (pen.) Abbas Ahmed Atwi | Al-Sadaqua Walsalamstadion, Koeweit-Stad Toeschouwers: 4.000 Scheidsrechter: Ali Sabah Adday (IRQ) |

### 2013
| Golf Cup of Nations 2013 |
| ------------------------ |

|                                                                         |                                            |       |       | |
| 6 januari Golf Cup of Nations 2013 Groep B «onderlinge duels» 16:15 uur | Koeweit                                    | 2 – 0 | Jemen | Khalifa Sports City Stadion, Madinat Isa Toeschouwers: 10.000 Scheidsrechter: Banjar Al-Dosari (QAT) |
| 6 januari Golf Cup of Nations 2013 Groep B «onderlinge duels» 16:15 uur | Yousef Al-Sulaiman 63' Bader Al-Muttwa 82' |       |       | Khalifa Sports City Stadion, Madinat Isa Toeschouwers: 10.000 Scheidsrechter: Banjar Al-Dosari (QAT) |

|                                                                         |                   |       |         | |
| 9 januari Golf Cup of Nations 2013 Groep B «onderlinge duels» 16:15 uur | Irak              | 1 – 0 | Koeweit | Khalifa Sports City Stadion, Madinat Isa Toeschouwers: 12.000 Scheidsrechter: Nawaf Shukralla (BHR) |
| 9 januari Golf Cup of Nations 2013 Groep B «onderlinge duels» 16:15 uur | Hammadi Ahmad 29' |       |         | Khalifa Sports City Stadion, Madinat Isa Toeschouwers: 12.000 Scheidsrechter: Nawaf Shukralla (BHR) |

|                                                                          |                        |       |               | |
| 12 januari Golf Cup of Nations 2013 Groep B «onderlinge duels» 17:45 uur | Koeweit                | 1 – 0 | Saoedi-Arabië | Khalifa Sports City Stadion, Madinat Isa Toeschouwers: 25.000 Scheidsrechter: Ravshan Irmatov (UZB) |
| 12 januari Golf Cup of Nations 2013 Groep B «onderlinge duels» 17:45 uur | Yousef Al-Sulaiman 13' |       |               | Khalifa Sports City Stadion, Madinat Isa Toeschouwers: 25.000 Scheidsrechter: Ravshan Irmatov (UZB) |

|                                                                               |                              |       |         |                                                                                         |
| 15 januari Golf Cup of Nations 2013 Halve finale «onderlinge duels» 16:15 uur | Verenigde Arabische Emiraten | 1 – 0 | Koeweit | Nationaal stadion, Manama Toeschouwers: 30.000 Scheidsrechter: Abdullah Al-Hilali (OMA) |
| 15 januari Golf Cup of Nations 2013 Halve finale «onderlinge duels» 16:15 uur | Ahmed Khalil 89'             |       |         | Nationaal stadion, Manama Toeschouwers: 30.000 Scheidsrechter: Abdullah Al-Hilali (OMA) |

|                                                                               | |       |                        |                                                                                       |
| 18 januari Golf Cup of Nations 2013 Troostfinale «onderlinge duels» 15:30 uur | Koeweit | 6 – 1 | Bahrein                | Nationaal stadion, Manama Toeschouwers: 10.000 Scheidsrechter: Banjar Al-Dosari (QAT) |
| 18 januari Golf Cup of Nations 2013 Troostfinale «onderlinge duels» 15:30 uur | Abdulhadi Khamis 35' Abdulhadi Khamis 38' Abdulhadi Khamis 54' (pen.) Abdulrahman Bani 65' Bader Al-Muttwa 66' Abdulaziz Al-Salimi 71' |       | 1' Abdulla Yusuf Helal | Nationaal stadion, Manama Toeschouwers: 10.000 Scheidsrechter: Banjar Al-Dosari (QAT) |

|  |  |  |  |  |  |  |  |  |

|                                                                  |                          |       |                                                                          |                                                                                   |
| 6 februari Kwalificatie Azië Cup 2015 Groep B «onderlinge duels» | Thailand                 | 1 – 3 | Koeweit                                                                  | Rajamangalastadion, Bangkok Toeschouwers: 15.000 Scheidsrechter: Ryuji Sato (JPN) |
| 6 februari Kwalificatie Azië Cup 2015 Groep B «onderlinge duels» | Chanathip Songkrasin 76' |       | 25' (e.d.) Theeratorn Bunmatan 59' Hussein Fadhel Ali 67' Hamad Aman Ali | Rajamangalastadion, Bangkok Toeschouwers: 15.000 Scheidsrechter: Ryuji Sato (JPN) |

|                                               |         |       |           |                                                                      |
| 21 maart Vriendschappelijk «onderlinge duels» | Koeweit | 2 – 1 | Palestina | Jaber Al-Ahmadstadion, Koeweit-Stad Scheidsrechter: Ali Shaban (KUW) |
| 21 maart Vriendschappelijk «onderlinge duels» |         |       |           | Jaber Al-Ahmadstadion, Koeweit-Stad Scheidsrechter: Ali Shaban (KUW) |

|                                                                |                          |       |                    |                                                                                                |
| 26 maart Kwalificatie Azië Cup 2015 Groep B «onderlinge duels» | Koeweit                  | 1 – 1 | Iran               | Al-Sadaqua Walsalamstadion, Koeweit-Stad Toeschouwers: 12.321 Scheidsrechter: Min Hu-lee (KOR) |
| 26 maart Kwalificatie Azië Cup 2015 Groep B «onderlinge duels» | Fahad Shaheen 76' (pen.) |       | 45' Masoud Shojaei | Al-Sadaqua Walsalamstadion, Koeweit-Stad Toeschouwers: 12.321 Scheidsrechter: Min Hu-lee (KOR) |

|                                             |                    |       |         |                                                                        |
| 6 juni Vriendschappelijk «onderlinge duels» | Hongarije          | 1 – 0 | Koeweit | ETO Park, Győr Toeschouwers: 8.000 Scheidsrechter: Nikolaj Hänni (SUI) |
| 6 juni Vriendschappelijk «onderlinge duels» | Vilmos Vanczák 58' |       |         | ETO Park, Győr Toeschouwers: 8.000 Scheidsrechter: Nikolaj Hänni (SUI) |

|                                                  |                                         |       |             |                                     |
| 6 september Vriendschappelijk «onderlinge duels» | Koeweit                                 | 2 – 1 | Noord-Korea | Jaber Al-Ahmadstadion, Koeweit-Stad |
| 6 september Vriendschappelijk «onderlinge duels» | Bader Al-Muttwa 43' Bader Al-Muttwa 86' |       |             | Jaber Al-Ahmadstadion, Koeweit-Stad |

|                                                  |         |       |         |                                          |
| 9 september Vriendschappelijk «onderlinge duels» | Koeweit | 2 – 1 | Bahrein | Al-Sadaqua Walsalamstadion, Koeweit-Stad |
| 9 september Vriendschappelijk «onderlinge duels» |         |       |         | Al-Sadaqua Walsalamstadion, Koeweit-Stad |

|                                                |                          |       |                        |                               |
| 9 oktober Vriendschappelijk «onderlinge duels» | Jordanië                 | 1 – 1 | Koeweit                | Koning Abdullahstadion, Amman |
| 9 oktober Vriendschappelijk «onderlinge duels» | Adnan Suleiman Adous 67' |       | 74' Yousef Al-Sulaiman | Koning Abdullahstadion, Amman |

|                                                                  |                     |       |                        |                                                                                            |
| 15 oktober Kwalificatie Azië Cup 2015 Groep B «onderlinge duels» | Libanon             | 1 – 1 | Koeweit                | Camille Chamounstadion, Beiroet Toeschouwers: 15.000 Scheidsrechter: Ravshan Irmatov (UZB) |
| 15 oktober Kwalificatie Azië Cup 2015 Groep B «onderlinge duels» | Mohamad Ghaddar 50' |       | 26' Yousef Al-Sulaiman | Camille Chamounstadion, Beiroet Toeschouwers: 15.000 Scheidsrechter: Ravshan Irmatov (UZB) |

|                                                 |                                                           |       |          |                                          |
| 8 november Vriendschappelijk «onderlinge duels» | Koeweit                                                   | 3 – 0 | Maleisië | Al-Sadaqua Walsalamstadion, Koeweit-Stad |
| 8 november Vriendschappelijk «onderlinge duels» | Fahad Al-Rashidi 6' Saif Al-Hashan 34' Ahmad Al-Azemi 54' |       |          | Al-Sadaqua Walsalamstadion, Koeweit-Stad |

|                                                                   |         |       |         |                                                                                            |
| 15 november Kwalificatie Azië Cup 2015 Groep B «onderlinge duels» | Koeweit | 0 – 0 | Libanon | Al Kuwaitstadion, Koeweit-Stad Toeschouwers: 11.500 Scheidsrechter: Khalil Al Ghamdi (KSA) |
| 15 november Kwalificatie Azië Cup 2015 Groep B «onderlinge duels» |         |       |         | Al Kuwaitstadion, Koeweit-Stad Toeschouwers: 11.500 Scheidsrechter: Khalil Al Ghamdi (KSA) |

|                                                                   |                                                                        |       |                       |                                                                                             |
| 19 november Kwalificatie Azië Cup 2015 Groep B «onderlinge duels» | Koeweit                                                                | 3 – 1 | Thailand              | Al Kuwaitstadion, Koeweit-Stad Toeschouwers: 5.000 Scheidsrechter: Valentin Kovalenko (UZB) |
| 19 november Kwalificatie Azië Cup 2015 Groep B «onderlinge duels» | Yousef Al-Sulaiman 19' Fahad Shaheen 56' (pen.) Yousef Al-Sulaiman 71' |       | 68' Mongkol Tossakrai | Al Kuwaitstadion, Koeweit-Stad Toeschouwers: 5.000 Scheidsrechter: Valentin Kovalenko (UZB) |

| West-Azië Cup 2014 |
| ------------------ |

|                                                           |                                              |       |         | |
| 29 december West-Azië Cup 2014 Groep C «onderlinge duels» | Koeweit                                      | 2 – 0 | Libanon | Sheikh Jassim Bin Hamadstadion, Doha Toeschouwers: 400 Scheidsrechter: Jameel Juma Abdulsain (BHR) |
| 29 december West-Azië Cup 2014 Groep C «onderlinge duels» | Fahad Al-Hajeri 41' Faisal Zaid Al-Harbi 85' |       |         | Sheikh Jassim Bin Hamadstadion, Doha Toeschouwers: 400 Scheidsrechter: Jameel Juma Abdulsain (BHR) |

### 2014
|                                                                   |                                           |       |                           |                                                                                             |
| 1 januari West-Azië Cup 2014 Groep C «onderlinge duels» 17:30 uur | Jordanië                                  | 2 – 1 | Koeweit                   | Sheikh Jassim Bin Hamadstadion, Doha Toeschouwers: 3.100 Scheidsrechter: Kim Sang-woo (KOR) |
| 1 januari West-Azië Cup 2014 Groep C «onderlinge duels» 17:30 uur | Saeed Al-Murjan 11' Mohamed Al-Demeri 72' |       | 21' (pen.) Fahd Al-Hajeri | Sheikh Jassim Bin Hamadstadion, Doha Toeschouwers: 3.100 Scheidsrechter: Kim Sang-woo (KOR) |

|                                                                        |                                                             |              |         |                                                                                                |
| 4 januari West-Azië Cup 2014 Halve finale «onderlinge duels» 17:30 uur | Qatar                                                       | 3 – 0 (n.v.) | Koeweit | Abdullah Bin Khalifastadion, Doha Toeschouwers: 3.400 Scheidsrechter: Abdullah Al-Hilali (OMA) |
| 4 januari West-Azië Cup 2014 Halve finale «onderlinge duels» 17:30 uur | Boualem Khoukhi 93' Boualem Khoukhi 112' Ali Assadalla 120' |              |         | Abdullah Bin Khalifastadion, Doha Toeschouwers: 3.400 Scheidsrechter: Abdullah Al-Hilali (OMA) |

|                                                                        |                                                                                         |       |                                                               |                                                                                          |
| 7 januari West-Azië Cup 2014 Troostfinale «onderlinge duels» 16:15 uur | Koeweit                                                                                 | 0 – 0 | Bahrein                                                       | Jassim bin Hamadstadion, Doha Toeschouwers: 1.450 Scheidsrechter: Banjar Al-Dosari (QAT) |
| 7 januari West-Azië Cup 2014 Troostfinale «onderlinge duels» 16:15 uur |                                                                                         |       |                                                               | Jassim bin Hamadstadion, Doha Toeschouwers: 1.450 Scheidsrechter: Banjar Al-Dosari (QAT) |
| 7 januari West-Azië Cup 2014 Troostfinale «onderlinge duels» 16:15 uur | Strafschoppen                                                                           |       |                                                               | Jassim bin Hamadstadion, Doha Toeschouwers: 1.450 Scheidsrechter: Banjar Al-Dosari (QAT) |
| 7 januari West-Azië Cup 2014 Troostfinale «onderlinge duels» 16:15 uur | Fahad Al-Hajeri Faisal Al-Harbi Sultan Al-Enezi Abdulaziz Al-Khusaili Yousif Al-Rashidi | 2 – 3 | Sayed Jaafar Abdulla Omar Yasser Isa Muthanna Fahad Al-Hardan | Jassim bin Hamadstadion, Doha Toeschouwers: 1.450 Scheidsrechter: Banjar Al-Dosari (QAT) |

|  |  |  |  |  |  |  |  |  |

|                                                               |                                                                        |       |                                       |                                                                                     |
| 3 maart Kwalificatie Azië Cup 2015 Groep B «onderlinge duels» | Iran                                                                   | 3 – 2 | Koeweit                               | Enghelabstadion, Karaj Toeschouwers: 10.000 Scheidsrechter: Dmitry Mashentsev (KGZ) |
| 3 maart Kwalificatie Azië Cup 2015 Groep B «onderlinge duels» | Yaghoub Karimi 2' Hussein Fadhel Ali 61' (e.d.) Karim Ansarifard 90+1' |       | 18' Waleed Jumah 89' Fahad Al-Rashidi | Enghelabstadion, Karaj Toeschouwers: 10.000 Scheidsrechter: Dmitry Mashentsev (KGZ) |

|                                             |                                                                           |       |                                            |                                |
| 14 mei Vriendschappelijk «onderlinge duels» | Koeweit                                                                   | 3 – 2 | Afghanistan                                | Al Kuwaitstadion, Koeweit-Stad |
| 14 mei Vriendschappelijk «onderlinge duels» | Faisal Al-Enezi 25' (pen.) Faisal Al-Enezi 29' Fahad Al-Hajeri 58' (pen.) |       | 60' Zohib Islam Amiri 67' Faysal Shayesteh | Al Kuwaitstadion, Koeweit-Stad |

|                                             |                                         |       |                                          |                                |
| 16 mei Vriendschappelijk «onderlinge duels» | Koeweit                                 | 2 – 2 | Kirgizië                                 | Al Kuwaitstadion, Koeweit-Stad |
| 16 mei Vriendschappelijk «onderlinge duels» | Saud Al-Mujamed 40' Fahad Al-Mejmed 88' |       | 1' Akhlidin Israilov 89' Azamat Baimatov | Al Kuwaitstadion, Koeweit-Stad |

|                                             |                    |       |                     |                                |
| 25 mei Vriendschappelijk «onderlinge duels» | Thailand           | 1 – 1 | Koeweit             | Al Kuwaitstadion, Koeweit-Stad |
| 25 mei Vriendschappelijk «onderlinge duels» | Suriya Singmui 68' |       | 44' Faisal Al-Enezi | Al Kuwaitstadion, Koeweit-Stad |

|                                                  |                                       |       |                     |                                                                                     |
| 4 september Vriendschappelijk «onderlinge duels» | China                                 | 3 – 1 | Koeweit             | Arbeidersstadion, Peking Toeschouwers: 30.000 Scheidsrechter: Hiroyuki Kimura (JPN) |
| 4 september Vriendschappelijk «onderlinge duels» | Xu Yang 54' Hanchao Yu 64' Lei Wu 90' |       | 44' Faisal Al-Enezi | Arbeidersstadion, Peking Toeschouwers: 30.000 Scheidsrechter: Hiroyuki Kimura (JPN) |

|                                                  |         |                          |         |                                      |
| 9 september Vriendschappelijk «onderlinge duels» | Koeweit | 0 – 1                    | Bahrein | Ali Sabah Al-Salemstadion, Farwaniya |
| 9 september Vriendschappelijk «onderlinge duels» |         | 15' Faouzi Mubarak Aaish |         | Ali Sabah Al-Salemstadion, Farwaniya |

|                                                 |          |                        |         |                               |
| 10 oktober Vriendschappelijk «onderlinge duels» | Jordanië | 0 – 1                  | Koeweit | Koning Abdullahstadion, Amman |
| 10 oktober Vriendschappelijk «onderlinge duels» |          | 86' Yousef Al-Sulaiman |         | Koning Abdullahstadion, Amman |

|                                                 |                         |       |                      |                               |
| 13 oktober Vriendschappelijk «onderlinge duels» | Jordanië                | 1 – 1 | Koeweit              | Koning Abdullahstadion, Amman |
| 13 oktober Vriendschappelijk «onderlinge duels» | Ahmad Hayel Ibrahim 10' |       | 90+3' Ali Al-Kandari | Koning Abdullahstadion, Amman |

|                                                 |                    |       |             |                                  |
| 31 oktober Vriendschappelijk «onderlinge duels» | Koeweit            | 1 – 0 | Noord-Korea | Mohammed bin Zayedstadion, Dubai |
| 31 oktober Vriendschappelijk «onderlinge duels» | Ali Al-Maqseed 16' |       |             | Mohammed bin Zayedstadion, Dubai |

|                                                 |                     |       |                     |                             |
| 4 november Vriendschappelijk «onderlinge duels» | Koeweit             | 1 – 1 | Jemen               | Al-Nahyanstadion, Abu Dhabi |
| 4 november Vriendschappelijk «onderlinge duels» | Musaed Al-Enezi 67' |       | 50' Abdul Al-Jardhi | Al-Nahyanstadion, Abu Dhabi |

| Golf Cup of Nations 2014 |
| ------------------------ |

|                                                                           |      |                      |         |                                                                         |
| 14 november Golf Cup of Nations 2014 Groep B «onderlinge duels» 20:15 uur | Irak | 0 – 1                | Koeweit | Prins Faisal bin Fahdstadion, Riyad Scheidsrechter: Damir Skomina (SVN) |
| 14 november Golf Cup of Nations 2014 Groep B «onderlinge duels» 20:15 uur |      | 90+2' Fahad Al-Enezi |         | Prins Faisal bin Fahdstadion, Riyad Scheidsrechter: Damir Skomina (SVN) |

|                                                                           |                                   |       |                                            |                                                                              |
| 17 november Golf Cup of Nations 2014 Groep B «onderlinge duels» 17:45 uur | Verenigde Arabische Emiraten      | 2 – 2 | Koeweit                                    | Prins Faisal bin Fahdstadion, Riyad Scheidsrechter: Jameel Abdulhusain (BHR) |
| 17 november Golf Cup of Nations 2014 Groep B «onderlinge duels» 17:45 uur | Ali Mabkhout 18' Ali Mabkhout 35' |       | 37' Yousef Al-Sulaiman 39' Bader Al-Muttwa | Prins Faisal bin Fahdstadion, Riyad Scheidsrechter: Jameel Abdulhusain (BHR) |

|                                                                           |         | |      |                                                                        |
| 20 november Golf Cup of Nations 2014 Groep B «onderlinge duels» 19:45 uur | Koeweit | 0 – 5 | Oman | Prins Faisal bin Fahdstadion, Riyad Scheidsrechter: Ben Williams (AUS) |
| 20 november Golf Cup of Nations 2014 Groep B «onderlinge duels» 19:45 uur |         | 44' Abdulaziz Al-Muqbali 45+3' Said Salim Al-Razaiqi 48' Said Salim Al-Razaiqi 59' Said Salim Al-Razaiqi 90' Abdulaziz Al-Muqbali |      | Prins Faisal bin Fahdstadion, Riyad Scheidsrechter: Ben Williams (AUS) |

|  |  |  |  |  |  |  |  |  |

|                                                  |                                  |       |                           |                            |
| 22 december Vriendschappelijk «onderlinge duels» | Irak                             | 1 – 1 | Koeweit                   | Al-Hamriyastadion, Sharjah |
| 22 december Vriendschappelijk «onderlinge duels» | Younis Mahmoud Khalaf 85' (pen.) |       | 45' (pen.) Ali Al-Maqseed | Al-Hamriyastadion, Sharjah |

### 2015
| Azië Cup 2015 |
| ------------- |

|                                                    |                                                                              |       |                   | |
| 9 januari Azië Cup 2015 Groep A «onderlinge duels» | Australië                                                                    | 4 – 1 | Koeweit           | Melbourne Rectangular Stadium, Melbourne Toeschouwers: 25.231 Scheidsrechter: Ravshan Irmatov (UZB) |
| 9 januari Azië Cup 2015 Groep A «onderlinge duels» | Tim Cahill 33' Massimo Luongo 45' Mile Jedinak 62' (pen.) James Troisi 90+2' |       | 8' Hussein Fadhel | Melbourne Rectangular Stadium, Melbourne Toeschouwers: 25.231 Scheidsrechter: Ravshan Irmatov (UZB) |

|                                                     |         |                 |            |                                                                                      |
| 13 januari Azië Cup 2015 Groep A «onderlinge duels» | Koeweit | 0 – 1           | Zuid-Korea | Canberra Stadium, Canberra Toeschouwers: 8.795 Scheidsrechter: Alireza Faghani (IRN) |
| 13 januari Azië Cup 2015 Groep A «onderlinge duels» |         | 36' Nam Tae-hee |            | Canberra Stadium, Canberra Toeschouwers: 8.795 Scheidsrechter: Alireza Faghani (IRN) |

|                                                     |                          |       |         | |
| 17 januari Azië Cup 2015 Groep A «onderlinge duels» | Oman                     | 1 – 0 | Koeweit | Newcastle International Sports Centre, Newcastle Toeschouwers: 7.499 Scheidsrechter: Fahad Al-Mirdasi (KSA) |
| 17 januari Azië Cup 2015 Groep A «onderlinge duels» | Abdulaziz Al-Muqbali 69' |       |         | Newcastle International Sports Centre, Newcastle Toeschouwers: 7.499 Scheidsrechter: Fahad Al-Mirdasi (KSA) |

|  |  |  |  |  |  |  |  |  |

|                                                         |                                                              |       |                       |                                                                                                   |
| 30 maart Vriendschappelijk «onderlinge duels» 18:00 uur | Colombia                                                     | 3 – 1 | Koeweit               | Mohammed Bin Zayidstadion, Abu Dhabi Toeschouwers: 6.000 Scheidsrechter: Sultan Al-Marzooki (UAE) |
| 30 maart Vriendschappelijk «onderlinge duels» 18:00 uur | Abel Aguilar 22' Edwin Cardona 68' Radamel Falcao 74' (pen.) |       | 45+1' Musaed Al-Enezi | Mohammed Bin Zayidstadion, Abu Dhabi Toeschouwers: 6.000 Scheidsrechter: Sultan Al-Marzooki (UAE) |

|                                                       |                                            |       |                                                 |                                    |
| 5 juni Vriendschappelijk «onderlinge duels» 16:00 uur | Jordanië                                   | 2 – 2 | Koeweit                                         | Amman International Stadium, Amman |
| 5 juni Vriendschappelijk «onderlinge duels» 16:00 uur | Hasan Abdel-Fattah 3' Anas Bani Yaseen 23' |       | 70' (e.d.) Hamza Al-Dardour 80' Musaed Al-Enezi | Amman International Stadium, Amman |

|                                                                   |         |                        |         |                                                                                                  |
| 11 juni Kwalificatie WK 2018 Groep G «onderlinge duels» 17:00 uur | Libanon | 0 – 1                  | Koeweit | Saida International Stadium, Sidon Toeschouwers: 15.215 Scheidsrechter: Valentin Kovalenko (UZB) |
| 11 juni Kwalificatie WK 2018 Groep G «onderlinge duels» 17:00 uur |         | 86' Yousef Al-Sulaiman |         | Saida International Stadium, Sidon Toeschouwers: 15.215 Scheidsrechter: Valentin Kovalenko (UZB) |

|                                                                       | |       |         |                                                                                       |
| 3 september Kwalificatie WK 2018 Groep G «onderlinge duels» 20:00 uur | Koeweit | 9 – 0 | Myanmar | Abdullah Bin Khalifastadion, Doha Toeschouwers: 550 Scheidsrechter: Aziz Asimov (UZB) |
| 3 september Kwalificatie WK 2018 Groep G «onderlinge duels» 20:00 uur | Yousef Al-Sulaiman 11' Ali Al-Maqseed 12' Yousef Al-Sulaiman 18' Faisal Zaid 46' Min Tun Zaw 56' (e.d.) Abdulaziz Al-Enezi 61' Bader Al-Muttwa 68' (pen.) Bader Al-Muttwa 88' Bader Al-Muttwa 90+3' |       |         | Abdullah Bin Khalifastadion, Doha Toeschouwers: 550 Scheidsrechter: Aziz Asimov (UZB) |

|                                                                       |      |                                                   |         |                                                                                         |
| 8 september Kwalificatie WK 2018 Groep G «onderlinge duels» 19:00 uur | Laos | 0 – 2                                             | Koeweit | Nationaal stadion, Vientiane Toeschouwers: 1.300 Scheidsrechter: Sivakorn Pu-Udom (THA) |
| 8 september Kwalificatie WK 2018 Groep G «onderlinge duels» 19:00 uur |      | 31' Yousef Al-Sulaiman 84' (pen.) Bader Al-Muttwa |         | Nationaal stadion, Vientiane Toeschouwers: 1.300 Scheidsrechter: Sivakorn Pu-Udom (THA) |

|                                                                     |         |                  |            |                                                                                           |
| 8 oktober Kwalificatie WK 2018 Groep G «onderlinge duels» 18:00 uur | Koeweit | 0 – 1            | Zuid-Korea | Al Kuwaitstadion, Koeweit-Stad Toeschouwers: 12.350 Scheidsrechter: Alireza Faghani (IRN) |
| 8 oktober Kwalificatie WK 2018 Groep G «onderlinge duels» 18:00 uur |         | 12' Koo Ja-cheol |            | Al Kuwaitstadion, Koeweit-Stad Toeschouwers: 12.350 Scheidsrechter: Alireza Faghani (IRN) |

|                                                                      |         |       |         |                                                                                            |
| 13 oktober Kwalificatie WK 2018 Groep G «onderlinge duels» 18:00 uur | Koeweit | 0 – 0 | Libanon | Al Kuwaitstadion, Koeweit-Stad Toeschouwers: 12.150 Scheidsrechter: Ammar Al-Junaibi (VAE) |
| 13 oktober Kwalificatie WK 2018 Groep G «onderlinge duels» 18:00 uur |         |       |         | Al Kuwaitstadion, Koeweit-Stad Toeschouwers: 12.150 Scheidsrechter: Ammar Al-Junaibi (VAE) |

### 2016
- Geen interlands gespeeld door schorsing

### 2017
|                                                            |         |       |         |                                                                 |
| 18 december Vriendschappelijk «onderlinge duels» 16:00 uur | Bahrein | 0 – 0 | Koeweit | Nationaal stadion, Riffa Scheidsrechter: Fahad Al-Mirdasi (KSA) |
| 18 december Vriendschappelijk «onderlinge duels» 16:00 uur |         |       |         | Nationaal stadion, Riffa Scheidsrechter: Fahad Al-Mirdasi (KSA) |

| Golf Cup of Nations 2017 |
| ------------------------ |

|                                                                           |                         |       |                                            |                                                                                         |
| 22 december Golf Cup of Nations 2017 Groep A «onderlinge duels» 18:30 uur | Koeweit                 | 1 – 2 | Saoedi-Arabië                              | Jaber Al-Ahmadstadion, Koeweit Toeschouwers: 60.000 Scheidsrechter: Ali Abdulnabi (BHR) |
| 22 december Golf Cup of Nations 2017 Groep A «onderlinge duels» 18:30 uur | Abdullah Al-Buraiki 60' |       | 13' Salman Al-Moasher 52' Mukhtar Fallatah | Jaber Al-Ahmadstadion, Koeweit Toeschouwers: 60.000 Scheidsrechter: Ali Abdulnabi (BHR) |

|                                                                           |         |                              |      |                                                                      |
| 25 december Golf Cup of Nations 2017 Groep A «onderlinge duels» 20:00 uur | Koeweit | 0 – 1                        | Oman | Jaber Al-Ahmadstadion, Koeweit Scheidsrechter: Saoud Al-Athbah (QAT) |
| 25 december Golf Cup of Nations 2017 Groep A «onderlinge duels» 20:00 uur |         | 58' (pen.) Ahmed Al-Mahaijri |      | Jaber Al-Ahmadstadion, Koeweit Scheidsrechter: Saoud Al-Athbah (QAT) |

|                                                                           |         |       |                              |                                                                |
| 28 december Golf Cup of Nations 2017 Groep A «onderlinge duels» 18:30 uur | Koeweit | 0 – 0 | Verenigde Arabische Emiraten | Jaber Al-Ahmadstadion, Koeweit Scheidsrechter: Ali Sabah (IRQ) |
| 28 december Golf Cup of Nations 2017 Groep A «onderlinge duels» 18:30 uur |         |       |                              | Jaber Al-Ahmadstadion, Koeweit Scheidsrechter: Ali Sabah (IRQ) |

|  |  |  |  |  |  |  |  |  |

### 2018
|                                                         |                      |       |         | |
| 21 maart Vriendschappelijk «onderlinge duels» 17:00 uur | Jordanië             | 1 – 0 | Koeweit | Koning Abdoellah II-stadion, Amman Toeschouwers: 8.000 Scheidsrechter: Mohammed Abdulla Mohamed (UAE) |
| 21 maart Vriendschappelijk «onderlinge duels» 17:00 uur | Anas Bani Yaseen 28' |       |         | Koning Abdoellah II-stadion, Amman Toeschouwers: 8.000 Scheidsrechter: Mohammed Abdulla Mohamed (UAE) |

|                                                         |                       |       |                                                                     |                                                                                        |
| 25 maart Vriendschappelijk «onderlinge duels» 18:30 uur | Koeweit               | 1 – 3 | Kameroen                                                            | Jaber Al-Ahmadstadion, Koeweit Toeschouwers: 4.500 Scheidsrechter: Adel Al-Naqbi (UAE) |
| 25 maart Vriendschappelijk «onderlinge duels» 18:30 uur | Yaqoub Al-Tararwa 61' |       | 11' Vincent Aboubakar 16' Christian Bassogog 57' Christian Bassogog | Jaber Al-Ahmadstadion, Koeweit Toeschouwers: 4.500 Scheidsrechter: Adel Al-Naqbi (UAE) |

|                                                       |                                         |       |           | |
| 11 mei Vriendschappelijk «onderlinge duels» 19:00 uur | Koeweit                                 | 2 – 0 | Palestina | Al Kuwait Sports Clubstadion, Koeweit Toeschouwers: 2.231 Scheidsrechter: Mahmood Al-Majarafi (OMA) |
| 11 mei Vriendschappelijk «onderlinge duels» 19:00 uur | Yaqoub Al-Tararwa 19' Yousef Nasser 56' |       |           | Al Kuwait Sports Clubstadion, Koeweit Toeschouwers: 2.231 Scheidsrechter: Mahmood Al-Majarafi (OMA) |

|                                                       |                    |       |                  |                                                                                                 |
| 25 mei Vriendschappelijk «onderlinge duels» 22:00 uur | Koeweit            | 1 – 1 | Egypte           | Al Kuwait Sports Clubstadion, Koeweit Toeschouwers: 24.422 Scheidsrechter: Ovidiu Hațegan (ROM) |
| 25 mei Vriendschappelijk «onderlinge duels» 22:00 uur | Fahad Al-Ansari 6' |       | 81' Ayman Ashraf | Al Kuwait Sports Clubstadion, Koeweit Toeschouwers: 24.422 Scheidsrechter: Ovidiu Hațegan (ROM) |

|                                                             |                                    |       |                             |                                                                             |
| 10 september Vriendschappelijk «onderlinge duels» 18:30 uur | Koeweit                            | 2 – 2 | Irak                        | Ali Al-Salem Al-Sabahstadion, Farwaniya Scheidsrechter: Tihomir Pejin (CRO) |
| 10 september Vriendschappelijk «onderlinge duels» 18:30 uur | Alaa Mhawi 46' Fahad Al Hajeri 77' |       | Mohanad Ali 5' Ali Faez 65' | Ali Al-Salem Al-Sabahstadion, Farwaniya Scheidsrechter: Tihomir Pejin (CRO) |

### 2019
KFA · A-internationals · Bondscoaches · Statistieken · Koeweits vrouwenelftal · Koeweit U21 · Koeweit U20 · Koeweit U19 · Koeweit U18 · Koeweit U17
1960 – 1969 · 
1970 – 1979 · 
1980 – 1989 · 
1990 – 1999 · 
2000 – 2009 · 
2010 – 2019 ·
2020 − 2029
WK 1982
OS 1980 ·
OS 1992 ·
OS 2000
1961 · 
1962 · 
1963 · 
1964 · 
1965 · 
1966 · 
1967 · 
1968 · 
1969 · 
1970 · 
1971 · 
1972 · 
1973 · 
1974 · 
1975 · 
1976 · 
1977 · 
1978 · 
1979 · 
1980 · 
1981 · 
1982 · 
1983 · 
1984 · 
1985 · 
1986 · 
1987 · 
1988 · 
1989 · 
1990 · 
1991 · 
1992 · 
1993 · 
1994 · 
1995 · 
1996 · 
1997 · 
1998 · 
1999 · 
2000 · 
2001 · 
2002 · 
2003 · 
2004 · 
2005 · 
2006 · 
2007 · 
2008 · 
2009 · 
2010 · 
2011 · 
2012 · 
2013 ·
2014 ·
2015 ·
2016 ·
2017 ·
2018 ·
2019 ·
2020 ·
2021 ·
2022
Afghanistan ·
Algerije ·
Armenië ·
Australië ·
Azerbeidzjan ·
Bahrein ·
Bangladesh ·
Bhutan ·
Bosnië en Herzegovina ·
Bulgarije ·
Cambodja ·
China ·
Colombia · 
Cyprus ·
DDR ·
Duitsland ·
Ecuador ·
Egypte ·
Engeland ·
Filipijnen ·
Finland ·
Frankrijk ·
Hongarije · 
Hongkong ·
IJsland ·
India ·
Indonesië ·
Irak ·
Iran ·
Ivoorkust ·
Japan ·
Jemen ·
Jordanië ·
Kameroen ·
Kazachstan ·
Kenia ·
Kirgizië ·
Laos ·
Letland ·
Libanon ·
Libië ·
Litouwen ·
Macau ·
Maleisië ·
Mali ·
Malta ·
Marokko ·
Mongolië ·
Myanmar ·
Nepal ·
Nieuw-Zeeland ·
Noord-Korea ·
Noorwegen ·
Oeganda ·
Oezbekistan ·
Oman ·
Pakistan ·
Palestina ·
Polen ·
Portugal ·
Qatar ·
Saoedi-Arabië ·
Singapore ·
Slowakije ·
Soedan ·
Sovjet-Unie ·
Syrië ·
Tadzjikistan ·
Taiwan ·
Thailand ·
Trinidad en Tobago ·
Tsjechië ·
Tsjecho-Slowakije ·
Tunesië ·
Turkmenistan ·
Verenigde Arabische Emiraten ·
Verenigde Staten ·
Vietnam ·
Wales ·
Zambia ·
Zimbabwe ·
Zuid-Korea ·
Zuid-Vietnam
Engeland (1982) · 
Frankrijk (1982) · 
Tsjecho-Slowakije (1982)
AFC-zone: Afghanistan · Australië · Bahrein · Bangladesh · Bhutan · Brunei · Cambodja · China · Chinees Taipei · Filipijnen · Guam · Hongkong · India · Indonesië · Iran · Irak · Japan · Jemen · Jordanië · Koeweit · Kirgizië · Laos · Libanon · Macau · Maleisië · Maldiven · Mongolië · Myanmar · Nepal · Noord-Korea · Oezbekistan · Oman · Oost-Timor · Pakistan · Palestina · Qatar · Saoedi-Arabië · Singapore · Sri Lanka · Syrië · Tadjikistan · Thailand · Turkmenistan · Verenigde Arabische Emiraten · Vietnam · Zuid-Korea

CAF-zone: Algerije · Angola · Benin · Botswana · Burkina Faso · Burundi · Centraal-Afrikaanse Republiek · Comoren · Congo-Brazzaville · Congo-Kinshasa · Djibouti · Egypte · Equatoriaal-Guinea · Eritrea · Ethiopië · Gabon · Gambia · Ghana · Guinee · Guinee-Bissau · Ivoorkust · Kaapverdië · Kameroen · Kenia · Lesotho · Liberia · Libië · Madagaskar · Malawi · Mali · Mauritanië · Mauritius · Marokko · Mozambique · Namibië · Niger · Nigeria · Oeganda · Rwanda · Sao Tomé en Principe · Senegal · Seychellen · Sierra Leone · Soedan · Somalië · Swaziland · Tanzania · Togo · Tsjaad · Tunesië · Zambia · Zimbabwe · Zuid-Afrika · Zuid-Soedan 

CONCACAF-zone: Amerikaanse Maagdeneilanden · Anguilla · Antigua en Barbuda · Aruba · Bahama's · Barbados · Belize · Bermuda · Britse Maagdeneilanden · Canada · Kaaimaneilanden · Costa Rica · Cuba · Curaçao · Dominica · Dominicaanse Republiek · El Salvador · Frans Guyana · Grenada · Guadeloupe · Guatemala · Guyana · Haïti · Honduras · Jamaica · Martinique · Mexico · Montserrat · 
Nicaragua · Panama · Puerto Rico · Saint Kitts en Nevis · Saint Lucia · Saint Vincent en de Grenadines · Sint Maarten · Suriname · Trinidad en Tobago · Turks- en Caicoseilanden · Verenigde Staten

CONMEBOL-zone: Argentinië · Bolivia · Brazilië · Chili · Colombia · Ecuador · Paraguay · Peru · Uruguay · Venezuela

OFC-zone: Amerikaans-Samoa · Cookeilanden · Fiji · Nieuw-Caledonië · Nieuw-Zeeland · Papoea-Nieuw-Guinea · Samoa · Salomoneilanden · Tahiti · Tonga · Vanuatu

UEFA-zone: Albanië · Andorra · Armenië · Azerbeidzjan · België · Bosnië en Herzegovina · Bulgarije · Cyprus · Denemarken · Duitsland · Engeland · Estland · Faeröer · Finland · Frankrijk · Georgië · Gibraltar · Griekenland · Hongarije · IJsland · Ierland · Israël · Italië · Kazachstan · Kosovo · Kroatië · Letland · Liechtenstein · Litouwen · Luxemburg · Macedonië · Malta · Moldavië · Montenegro · Nederland · Noord-Ierland · Noorwegen · Oekraïne · Oostenrijk · Polen · Portugal · Roemenië · Rusland · San Marino · Schotland · Servië · Slovenië · Slowakije · Spanje · Tsjechië · Turkije · Wales · Wit-Rusland · Zweden · Zwitserland